# Беринген (Тюрингия)
Беринген (нем. Behringen) — посёлок в Германии, в земле Тюрингия. 
Входит в состав района Вартбург. Население 3440 чел. Занимает площадь 78,71 км².